# Мартук
Марту́к (каз. Мәртөк) — село, центр Мартукского района Актюбинской области Казахстана. Административный центр Мартукского сельского округа. Код КАТО  154630100.
Расположено на высоте 181 м над уровнем моря. Железнодорожная станция на Ташкентском ходе КТЖ..

## Население
| Численность населения | Численность населения | Численность населения | Численность населения | Численность населения | Численность населения |
| 1939                  | 1959                  | 1970                  | 1979                  | 1989                  | 1999                  |
| --------------------- | --------------------- | --------------------- | --------------------- | --------------------- | --------------------- |
| 6157                  | ↗7449                 | ↗9239                 | ↗9436                 | ↗10 247               | ↘8117                 |
| 2009                  | 2018                  | 2019                  | 2020                  | 2021                  | 2022                  |
| ↗9795                 |                       |                       |                       |                       |                       |

В 1999 году население села составляло 8117 человек (3924 мужчины и 4193 женщины). По данным переписи 2009 года в селе проживало 9795 человек (4670 мужчин и 5125 женщин).
На 1 октября 2022 года, население села составляло 10 743 человек (5285 мужчин и 5458 женщин).

### Известные жители
В селе родился Герой Советского Союза Евдоким Мазков.
В селе умер Губин, Константин Яковлевич — командир батареи САУ, Герой Советского Союза (1945).